# Cerbalus alegranzaensis
Cerbalus alegranzaensis là một loài nhện trong họ Sparassidae.
Loài này thuộc chi Cerbalus. Cerbalus alegranzaensis được Jörg Wunderlich miêu tả năm 1992.